# Radim (zámek)
Zámek Radim je někdejší panské sídlo vystavěné v renesančním slohu vedle bývalé tvrze (dnes dům čp. 2) ve středočeské obci Radim v okrese Kolín. Tvrz byla spolu s areálem zámku zapsána 31. prosince 1965 na seznam kulturních památek.

## Historie

### Tvrz

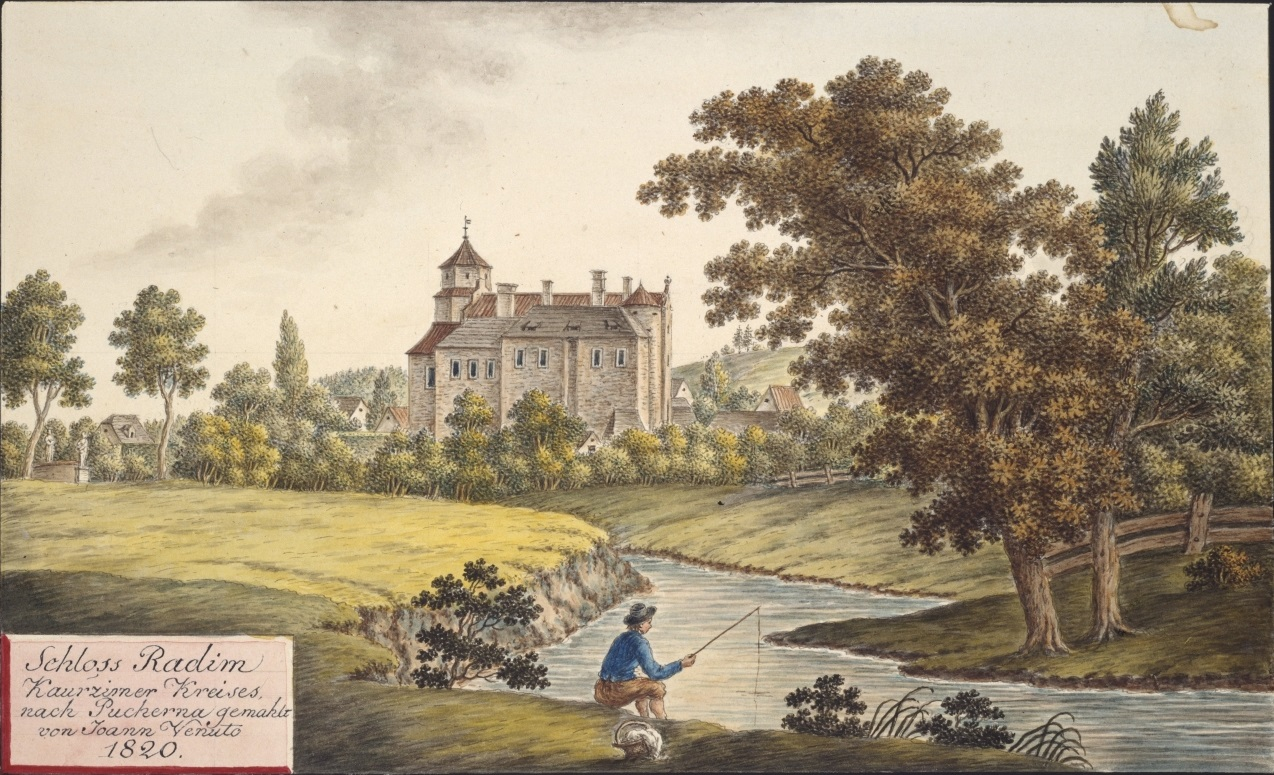
Radimský zámek, malba Jana Antonína Venuta z roku 1820

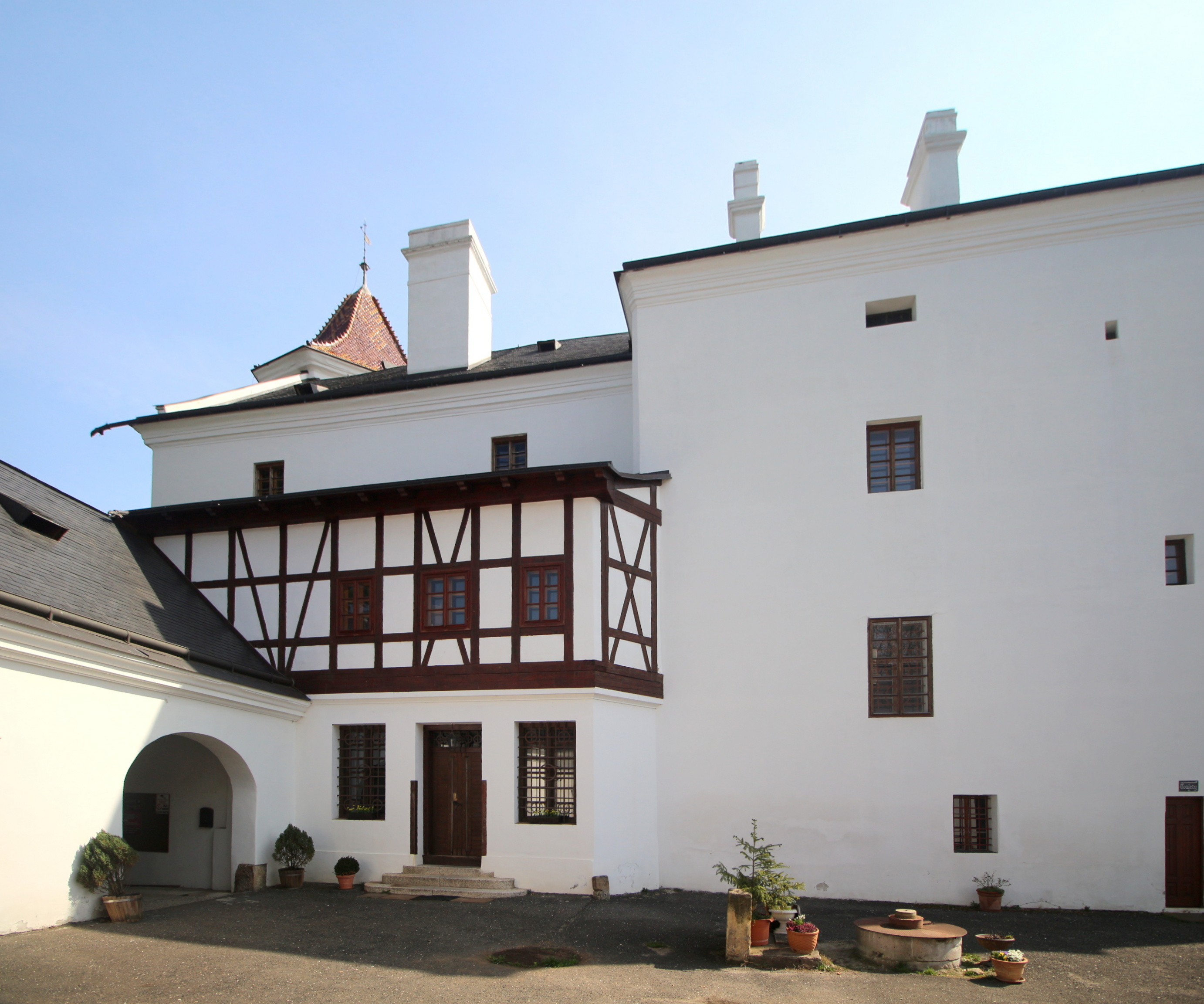
Hlavní budova zámku z nádvoří – saská renesanční architektura

První písemná zmínka o obci je z roku 1320, kdy zde sídlil zeman Bedřich z Radimi. Počátky historie tvrze v Radimi sahají zřejmě do let 1423–1436, kdy část obce vlastnil jistý Wolfart z Javora a na Radimi. Již existující tvrz je pak poprvé písemně zmíněna roku 1446, kdy ji společně s ostatními částmi vsi koupil Matěj Dubecký z Dubče od Wolfartovy vdovy Maruše a ves spojil. Dle popisu se mělo jednat o vodní tvrz obehnanou potokem Výrovkou v bažinatém terénu. Matěj Dubecký pak roku 1483 prodal celou ves Oldřichovi z Kralovic. Po něm se zde vystřídali ještě čtyři majitelé, a roku 1541 panství koupil Petr Záruba z Hustířan. Na zdejší tvrzi pak byli pány jeho synové Bohuslav († 1591), Zdenek († 1596) a Václav nejstarší († 1610).
Z bývalé tvrze se dochovala budova na vršku za zdmi zámku. Objekt byl několikrát přestavován, přesto je patrný jeho původní účel. V gotickém sklepení bývalé tvrze se dochovaly gotické portály s letopočtem 1434. Bývalá tvrz je v soukromém vlastnictví a je trvale obydlena.

### Zámek
Na počátku 17. století již tvrz nevyhovovala potřebám na bydlení správce panství, proto nejmladší Václavův syn Karel Záruba z Hustířan započal s výstavbou nového reprezentativního zámku v sousedství staré tvrze. Ta byla po roce 1610 opuštěna a nadále sloužila pouze k hospodářským účelům v zázemí zámku.
Stavba dvoupatrové východní části zámku byla dokončena v roce 1610, jak připomíná letopočet na vstupním portálu do černé kuchyně i v obložení sálu v patře, což značí, že byl zámek v té době obyvatelný.
Mezi další majitele zámku patřily významné rody, jako např. Valdštejnové, Šternberkové, Berchtoldové z Uherčic, Gallasové, Pálffyové, Šlikové, Kinští a Lichtenštejnové. Ti zámek vlastnili nejdéle – 140 let. V roce 1925 zámek prodali Jaroslavovi Bukovskému. V době protektorátu v zámek zabrali Němci pro vojenské potřeby.
V roce 1948 byl zámek znárodněn a roku 1950 rodině Bukovských zabaven. Poté objekt sloužil jako ubytovna a sídlo obecního národního výboru.
Roku 1990 byl objekt v rámci restitucí vrácen potomkům původního majitele. Ti se pokoušeli zámek a okolní nemovitosti vlastními silami zrenovovat. Při rekonstrukci objevili unikátní dřevěný strop, který lichtenštejnští majitelé na konci 18. století museli z protipožárních důvodů nechat zakrýt.
V roce 2005 byl zámek prodán novému majiteli, který provedl celkovou rekonstrukci a postupně objekt dále renovoval a vybavoval starožitným mobiliářem. Později zámek opět prodal nynějšímu majiteli, který předtím pomáhal s rekonstrukcí.
Konají se zde kulturní akce, koncerty, svatby a podobně. Zámek je pro prohlídky přístupný v návštěvních hodinách nebo po předchozí domluvě.

## Popis

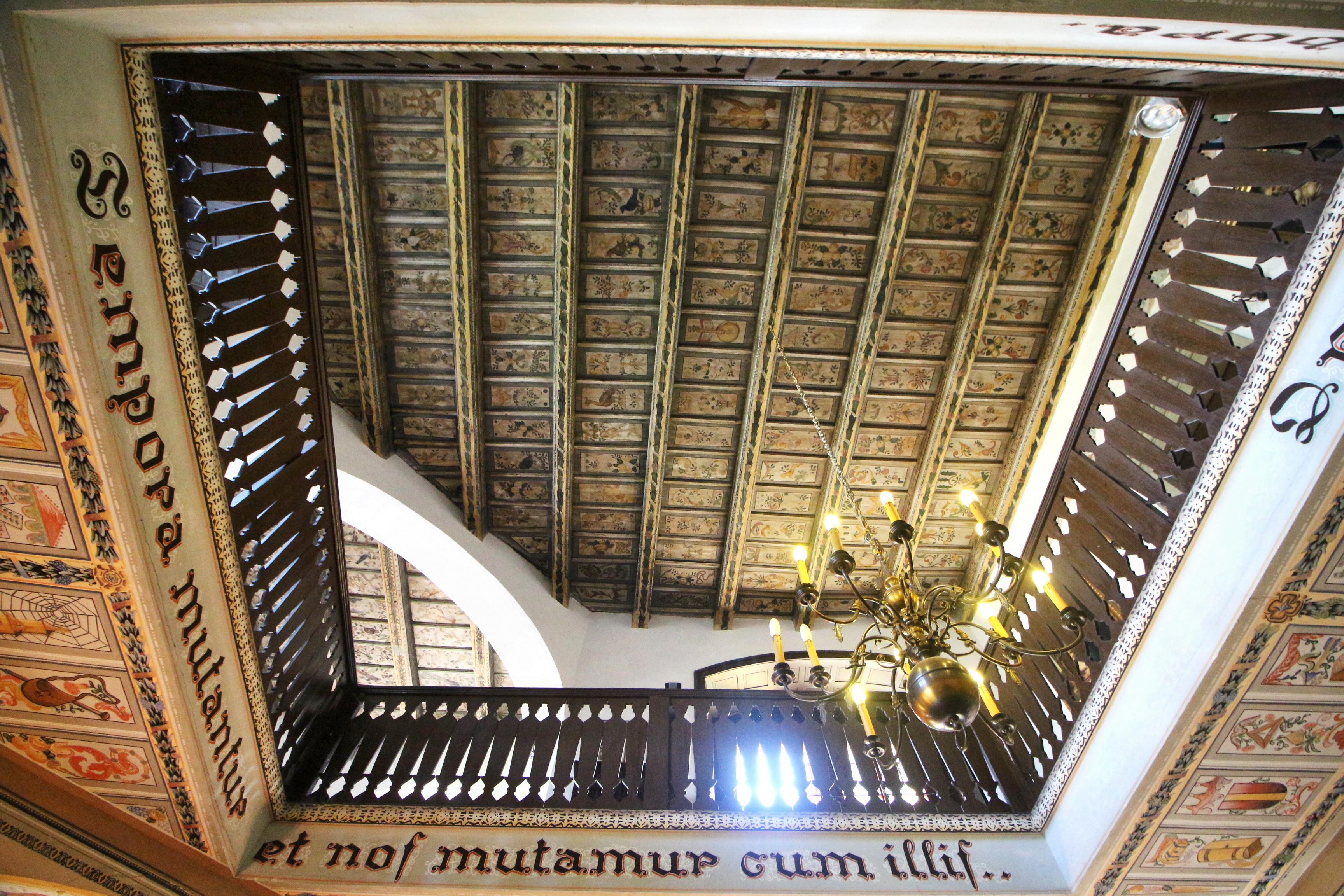
Záklopový strop

Zámek spíše menších rozměrů na čtvercovém půdorysu (přibližně 35 × 35 metrů) je tvořen třemi trakty budov uzavírajícími dvůr. Hlavní zámecká budova byla vystavěna ve stylu saské renesance. Ve sklepení je funkční černá kuchyně. V prvním patře zámku se nachází velký sál s ochozem a malovanou výzdobou. Pod ochozem je nápis Tempora mutantur et nos mutamur cum illis (Časy se mění a my se měníme s nimi) a heslo svatého Benedikta Ora et labora (Modli se a pracuj). Unikátem jsou velmi dobře dochované záklopové stropy zdobené bohatými ornamentálními malbami.